# 지커 7X
지커 7X(영어: Zeekr 7X, 중국어 간체자: 极氪7X, 병음: Jíkè 7X)는 지커에서 2024년 9월부터 생산 중인 SUV이다.